# Westliche Dickschwanzspringmaus
Die Westliche Dickschwanzspringmaus (Stylodipus telum) ist eine Nagetierart aus der Gattung der Dickschwanz-Springmäuse (Stylodipus). Sie kommt im Norden des chinesischen Auotomens Gebiets Xinjiang sowie in Kasachstan, Usbekistan, Turkmenistan und der östlichen Ukraine sowie dem nördlichen Kaukasus vor.

## Merkmale
Die Westliche Dickschwanzspringmaus erreicht eine Kopf-Rumpf-Länge von 10,4 bis 13,3 Zentimeter mit einem Schwanz von 14,0 bis 16,5 Zentimeter Länge bei einem Gewicht von etwa 70 bis 90 Gramm. Die Hinterfußlänge beträgt 50 bis 54 Millimeter, die Ohrlänge 15 bis 21 Millimeter. Das Rückenfell ist im Sommer hell gräulich gelb mit einer dunklen Tönung, die durch Fühlhaare mit schwarz-grauen Spitzen gebildet wird. Die Körperseiten sind hell strohgelb und ebenfalls dunkel getönt. Die Kopfoberseite ist dunkel gefärbt. Über die Hüften zieht sich ein weißer Streifen.
| 1 | · | 0 | · | 0 | · | 3 | = 16 |

Im Unterschied zur Östlichen Dickschwanzspringmaus (Stylodipus andrewsi) besitzen die ausgewachsenen Tiere der Art keine oberen Prämolare und die Paukenhöhle (Bulla tympanica) ist signifikant kleiner ausgebildet. Außerdem ist die knöcherne Schnauze (Rostrum) kürzer und besitzt kürzere Nasenbeine.
Die Tiere besitzen im Oberkiefer pro Hälfte einen zu einem Nagezahn ausgebildeten Schneidezahn (Incisivus), dem eine Zahnlücke (Diastema) folgt. Hierauf folgen drei Molare, Prämolare fehlen. Insgesamt verfügen sie damit über ein Gebiss aus 16 Zähnen.

## Verbreitung
Die Westliche Dickschwanzspringmaus kommt im Norden des chinesischen Autonomen Gebiets Xinjiang sowie in Kasachstan, Usbekistan, Turkmenistan und der östlichen Ukraine sowie dem nördlichen Kaukasus vor.

## Lebensweise
Die Westliche Dickschwanzspringmaus ist nachtaktiv und lebt in Wüsten- und Halbwüstengebieten, wobei sie nicht nur in sandigen Regionen auftaucht und lehmige Böden bevorzugt. Sie ist assoziiert mit Salzpflanzen und Artemisia, kommt jedoch auch in Kiefernbeständen vor. Anders als die meisten Springmäuse bewegt sie sich laufend und nicht springend fort. Sie ernährt sich von grünen Pflanzenteilen, Knospen, Wurzeln und Samen. Die Tiere leben in permanenten Bauen, die eine Länge von 100 bis 270 Zentimeter und eine Tiefe von 20 bis 120 Zentimeter erreichen und mehrere Ausgänge besitzen, die durch Erdblöcke verschlossen sind. Sie sind territorial und die Territorien gleichgeschlechtlicher Tiere überlappen nicht.
Die Tiere bekommen zweimal im Jahr im Frühjahr und im Herbst Nachwuchs, der Wurf besteht aus zwei bis vier Jungtieren.

## Systematik
Die Westliche Dickschwanzspringmaus wird als eigenständige Art innerhalb der Gattung der Dickschwanz-Springmäuse (Stylodipus) eingeordnet, die aus drei Arten besteht. Die wissenschaftliche Erstbeschreibung stammt von Hinrich Lichtenstein aus dem Jahr 1923, der die Art anhand von Individuen vom Nordostufer des Aralsees aus Kasachstan beschrieb. Teilweise wird die Östliche Dickschwanzspringmaus (Stylodipus andrewsi) dieser Art zugefügt, meistens werden sie jedoch als eigene Arten betrachtet.

## Status, Bedrohung und Schutz
Die Westliche Dickschwanzspringmaus wird von der International Union for Conservation of Nature and Natural Resources (IUCN) als nicht gefährdet (Least concern) eingeordnet. Begründet wird dies mit dem sehr großen Verbreitungsgebiet und den angenommenen großen Bestände der Art. Bestandsaufnahmen existieren nicht und in Teilen des Verbreitungsgebietes kam es zu Rückgängen der Bestände, potenzielle bestandsgefährdende Faktoren für diese Art sind jedoch nicht bekannt.

## Belege
1. 1 2 3 4 5 6  Andrew T. Smith: Andrews' Three-Toed Jerboa. In: Andrew T. Smith, Yan Xie: A Guide to the Mammals of China. Princeton University Press, Princeton NJ 2008, ISBN 978-0-691-09984-2, S. 205–206.
2. ↑  Andrew T. Smith: Family Dipodidae / Subfamily Allactaginae. In: Andrew T. Smith, Yan Xie: A Guide to the Mammals of China. Princeton University Press, Princeton NJ 2008, ISBN 978-0-691-09984-2, S. 198–199.
3. 1 2  Stylodipus telum (Memento des Originals vom 4. Juli 2016 im Internet Archive)  Info: Der Archivlink wurde automatisch eingesetzt und noch nicht geprüft. Bitte prüfe Original- und Archivlink gemäß Anleitung und entferne dann diesen Hinweis.. In: Don E. Wilson, DeeAnn M. Reeder (Hrsg.): Mammal Species of the World. A taxonomic and geographic Reference. 2 Bände. 3. Auflage. Johns Hopkins University Press, Baltimore MD 2005, ISBN 0-8018-8221-4.
4. 1 2  Stylodipus telum in der Roten Liste gefährdeter Arten der IUCN 2015.4. Eingestellt von: K. Tsytsulina, N. Formozov, I. Zagorodnyuk, B. Sheftel, 2008. Abgerufen am 4. Juli 2016.